# Muhammed Ajmal Variyathodi
Muhammed Ajmal Variyathodi (Hindi मुहम्मद अजमल वरियाथोडी; * 1. Juni 1998 in Palakkad, Kerala) ist ein indischer Leichtathlet, der sich auf den 400-Meter-Lauf spezialisiert hat.

## Sportliche Laufbahn
Erste internationale Erfahrungen sammelte Muhammed Ajmal Variyathodi im Jahr 2019, als er bei der Sommer-Universiade in Neapel mit 21,18 s im Halbfinale im 200-Meter-Lauf ausschied und mit der indischen 4-mal-100-Meter-Staffel mit 40,73 s den Finaleinzug verpasste. 2022 schied er bei den Weltmeisterschaften in Eugene mit 3:07,29 min in der Vorrunde in der 4-mal-400-Meter-Staffel aus und belegte anschließend bei den Commonwealth Games in Birmingham in 3:05,51 min den sechsten Platz. Im Jahr darauf belegte er bei den Asienmeisterschaften in Bangkok in 45,36 s den vierten Platz über 400 Meter und gewann mit der Staffel in 3:01,80 min gemeinsam mit Amoj Jacob, Mijo Chacko Kurian und Rajesh Ramesh die Silbermedaille hinter dem Team aus Sri Lanka. Im August belegte er mit der Staffel in 2:59,92 min im Finale den fünften Platz. Im Oktober belegte er bei den Asienspielen in Hangzhou in 45,97 s den fünften Platz über 400 Meter und gewann in der Mixed-Staffel in 3:14,34 min gemeinsam mit Vithya Ramraj, Rajesh Ramesh und Subha Venkatesan die Silbermedaille hinter dem bahrainischen Team. Zudem siegte er in 3:01,58 min gemeinsam mit Muhammed Anas, Amoj Jacob und Rajesh Ramesh mit der Männerstaffel. Bei den World Athletics Relays 2024 auf den Bahamas sicherte er der Männerstaffel einen Startplatz bei den Olympischen Sommerspielen in Paris, bei denen er mit 3:00,58 min im Vorlauf ausschied.
2022 wurde Variyathodi indischer Meister in der 4-mal-400-Meter-Staffel sowie 2022 und 2024 in der Mixed-Staffel.

## Persönliche Bestzeiten
- 200 Meter: 20,92 s (+1,0 m/s), 6. April 2022 in Thenhipalam
- 400 Meter: 45,36 s, 13. Juli 2023 in Bangkok